# Бурабайски район
Бурабайски район (на казахски: Бурабай ауданы) е съставна част на Акмолинска област, Казахстан.
Има обща площ 5942 км2 и население 74 963 души. Мнозинството от населението са руснаци (47,3 %), следвани от казахите (39,0 %), украинците (3,7 %), германците (3,3 %) и други националности (6,7 %).
Административен център е град Шчучинск.